# Cachoeira do Sul (gemeente)
Cachoeira do Sul is een gemeente en grote stad in Brazilië. Zij ligt in de staat van Rio Grande do Sul.

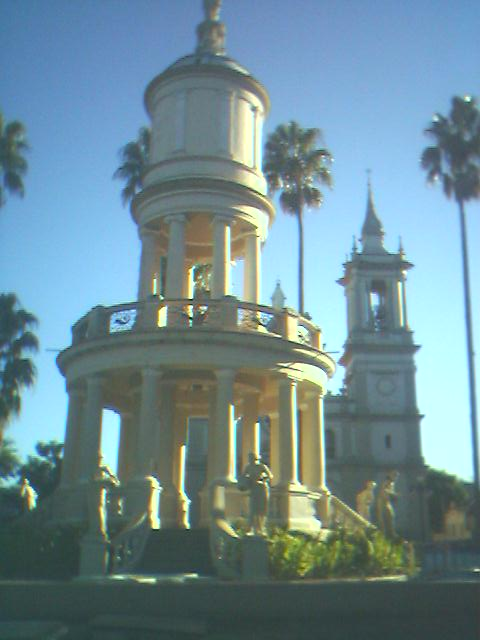
Het monument Château d'Eau en de kathedraal van Cachoeira do Sul